# Wolfova cena za umění

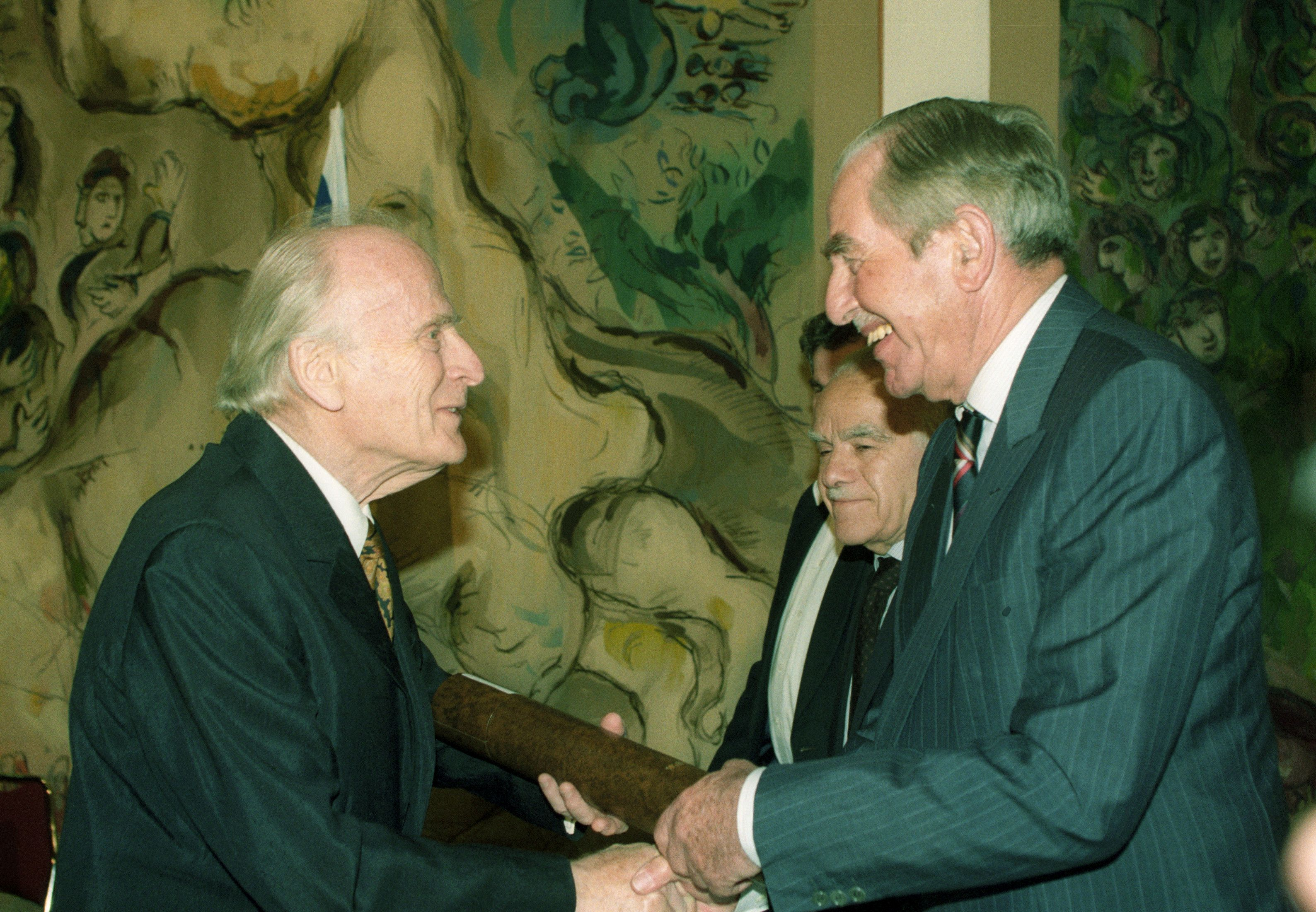
Předávání Wolfovy ceny v roce 1991

Wolfova cena za umění je izraelské vědecké ocenění, udělované od roku 1978 každoročně Wolfovou nadací. Dalšími kategoriemi ocenění jsou ceny za matematiku, fyziku, chemii, medicínu a zemědělství.
Cenu založil Ricardo Wolf, v Německu narozený kubánský vynálezce a velvyslanec Kuby v Izraeli.

## Seznam nositelů od roku 1981
- 1981 – malířství: Marc Chagall, Antoni Tàpies
- 1982 – hudba: Vladimir Horowitz, Olivier Messiaen, Josef Tal
- 1983/4 – architektura: Ralph Erskine
- 1984/5 – sochařství: Eduardo Chillida
- 1986 – malířství: Jasper Johns
- 1987 – hudba: Isaac Stern, Krzysztof Penderecki
- 1988 – architektura: Fumihiko Maki, Giancarlo De Carlo
- 1989 – sochařství: Claes Oldenburg
- 1990 – malířství: Anselm Kiefer
- 1991 – hudba: Yehudi Menuhin, Luciano Berio
- 1992 – architektura: Frank Gehry, Jorn Utzon, Denys Lasdun
- 1993 – sochařství: Bruce Nauman
- 1994/5 – malířství: Gerhard Richter
- 1995/6 – hudba: Zubin Mehta, György Ligeti
- 1996/7 – architektura: Frei Paul Otto, Aldo van Eyck
- 1998 – sochařství: James Turrell
- 1999 – malířství: neuděleno
- 2000 – hudba: Pierre Boulez, Riccardo Muti
- 2001 – architektura: Álvaro Siza Vieira
- 2002/3 – malířství a sochařství: Louise Bourgeois
- 2004 – hudba: Mstislav Rostropovič, Daniel Barenboim
- 2005 – architektura: Jean Nouvel
- 2006 – sochařství: Neuděleno
- 2006/7 – malířství: Michelangelo Pistoletto
- 2008 – hudba: Giya Kancheli, Claudio Abbado
- 2010 – architektura: David Chipperfield, Peter Eisenman
- 2011 – malířství: Rosemarie Trockel
- 2012 – hudba: Plácido Domingo, Simon Rattle
- 2013 – architektura: Eduardo Souto de Moura
- 2014 – sochařství: Olafur Eliasson
- 2015 – hudba: Jessye Norman, Murray Perahia
- 2016 – architektura: Phyllis Lambert
- 2017 – malířství a sochařství: Laurie Anderson, Lawrence Weiner
- 2018 – hudba: Paul McCartney, Ádám Fischer
- 2019 – architektura: Moše Safdie
- 2020 – malířství a sochařství: Cindy Shermanová
- 2021 – hudba: Stevie Wonder, Olga Neuwirthová
- 2022 – architektura: Elizabeth Dillerová, Momojo Kaidžimová, Jošiharu Cukamoto
- 2023 – sochařství: Fudžiko Nakajová, Richard Long
- 2024 – hudba: György Kurtág